# Jona Kosaszwili
Jona Kosaszwili (ur. 3 lipca 1970 w Tbilisi) – izraelski szachista pochodzenia gruzińskiego, arcymistrz od 1994 roku.

## Kariera szachowa
W 1972 r. wyemigrował z rodzicami do Izraela. W roku 1986 po raz pierwszy wystąpił w finale indywidualnych mistrzostw Izraela, w 1989 podzielił I miejsce (wspólnie z Istvanem Csomem) w Tel Awiwie, rok później reprezentował swój kraj na mistrzostwach świata juniorów do lat 20 w Santiago, w 1992 samodzielnie triumfował w Tel Awiwie (turniej B), a w 1993 - w Riszon Le-Cijon, rok później dzieląc w tym mieście I lokatę (wspólnie z Yehudą Gruenfeldem, przed Aleksandrem Czerninem). W 1995 osiągnął jeden z największych sukcesów karierze, zwyciężając w silnie obsadzonym turnieju w Hajfie (przed m.in. Siergiejem Dołmatowem, Leonidem Judasinem, Piotrem Swidlerem, Władimirem Akopianem, Ilią Smirinem, Lwem Psachisem, Wadimem Miłowem i Michaiłem Gurewiczem). W latach 1996 i 1997 dwukrotnie wystąpił w Hadze w meczach ludzi z komputerami, za drugim razem wygrywając wszystkie 6 partii i będąc najlepszym uczestnikiem tego spotkania. Od tego też roku w znacznym stopniu ograniczył występy w turniejach szachowych, ograniczając je do rozgrywek drużynowych w Izraelu i Holandii. W 1990 i 1998 roku reprezentował Izrael na szachowych olimpiadach, za drugim razem zdobywając srebrny medal za indywidualny wynik na VI szachownicy. W 2002 r. odniósł kolejny sukces, zwyciężając (wspólnie z Wiktorem Korcznojem) w otwartym turnieju w Willemstad.
Najwyższy ranking w karierze osiągnął 1 lipca 1995 r., z wynikiem 2580 punktów zajmował wówczas 93. miejsce na światowej liście FIDE, jednocześnie zajmując 5. miejsce wśród izraelskich szachistów.

## Życie prywatne
Jona Kosaszwili ukończył medycynę (ortopedia). Jego żoną jest jedna z sióstr Polgár, Zsófia.